# Колесников, Александр Александрович
Александр Александрович Колесников (укр. Олександр Олександрович Колесніков; род. 30 августа 1949, Котбус, Германия) — украинский политик, председатель Полтавской областной государственной администрации (1998—1999).

## Биография
Александр Александрович Колесников родился 30 августа 1949 года в городе Котбус (Германия). Трудовую деятельность начал в 1966 году учеником электрика, электромонтёром на заводе «Серп и Молот» в Харькове.
В 1972 году окончил Харьковский институт радиоэлектроники.
После службы в армии работал инженером, старшим инженером, главным инженером специализированного производственного участка.
С 1977 по 1989 год — на партийной работе. С 1989 по 1997 год возглавлял исполком Червонозаводского райсовета (Харьков).
С марта 1997 по июнь 1998 года — заместитель председателя Харьковской областной государственной администрации.
С 3 июня 1998 по 2 ноября 1999 года — председатель Полтавской областной государственной администрации.
9 ноября 1999 года был назначен первым заместителем Министра транспорта Украины. 9 ноября 2000 года был уволен с должности соответствующим Указом Президента.
С 2000 по 2005 год работал заместителем председателя Харьковской облгосадминистрации Евгения Кушнарева.
После ухода из администрации был помощником-консультантом народного депутата, промышленника Анатолия Гиршфельда, затем преподавал в экономическом университете и был советником президента Украинской промышленной энергетической компании, пока не пришёл на ЗАО «Лозовской кузнечно-механический завод» генеральным директором.
21 января 2009 года вернулся на работу в облгосадминистрацию заместителем председателя Харьковской областной государственной администрации Авакова Арсена Борисовича. Через полгода вышел на пенсию и заместителем стал Андрей Иванович Бесараб.
8 сентября 2009 года был назначен генеральным директором ОАО "Харьковский электротехнический завод «Укрэлектромаш», предприятия, которое входит в индустриальную группу «УПЭК».

## Награды
- 30 августа 1999 года награждён отличием Президента Украины — орденом «За заслуги» III степени[8].
- 26 февраля 2002 года награждён орденом «За заслуги» II степени[9].
- Почётный гражданин Харьковской области (2013)[10].